# Leka Zogu
Leka Zogu (Tirana, 5 aprile 1939 – Tirana, 30 novembre 2011) è stato erede al trono d'Albania, condannato per sedizione e indicato come finanziatore della Banda Mustafaj.

## Biografia
Figlio del re Zog I e della contessa Géraldine Apponyi de Nagyappony, nacque appena tre giorni prima dell'occupazione italiana del Regno di Albania.
Fu cresciuto in Grecia, Egitto e Regno Unito, studiò a Parigi alla Sorbona e, dopo la laurea, visse in Spagna e in Rhodesia (oggi Zimbabwe).
Dopo la morte del padre, il 9 aprile 1961 venne proclamato dal governo monarchico in esilio "Leka I Re degli Albanesi" e incoronato a Parigi.
All'inizio degli anni 1980 si trasferì in Sudafrica, dove visse lavorando come mediatore d'affari fra Johannesburg e Città del Capo.
Nel 1993 poté rientrare per la prima volta in Albania, accolto da circa 500 persone. In quell'occasione utilizzò un passaporto rilasciato dal suo stesso governo in esilio, che alla voce professione lo indicava come "Re". Nel 1997 si tenne in Albania un referendum per la restaurazione della monarchia, che fu rigettato da circa il 65% degli albanesi. Leka protestò per la presunta mancanza di libertà in cui venne tenuta la consultazione. Scoppiarono degli scontri con la polizia, in cui rimase ucciso un uomo, a seguito dei quali Leka fuggì dal paese. Processato in contumacia, venne condannato a tre anni di pena con l'accusa di sedizione. Nel marzo 2002 gli fu concesso il perdono e 72 parlamentari albanesi invitarono la famiglia di Leka a rientrare in patria.
Leka si impegnò nella vita politica albanese, sostenuto dal Partito Movimento per la Legalità, e in seguito fu a capo del Movimento per lo sviluppo nazionale. Nel febbraio 2006 annunciò il proprio ritiro dalla vita pubblica e politica.
Morì nel 2011 all'età di 72 anni, venendo tumulato insieme al padre, alla madre, alla nonna paterna e alla moglie nel ricostruito Mausoleo della famiglia reale di Tirana.

## Vita privata
Nel 1975 si sposò a Biarritz con un'australiana, Susan Barbara Cullen-Ward. La coppia ebbe un figlio:
- Leka Anwar Zog.

## Ascendenza
|                                     |                                     |                                                  | Genitori                                 |  |  | Nonni |  |  | Bisnonni          |  |  | Trisnonni         |  |
|                                     |                                     |                                                  |                                          |  |  |       |  |  | Xhelal Pasha Zogu |  |  | Mahmud Pasha Zogu |  |
|                                     |                                     |                                                  |                                          |  |  |       |  |  | Xhelal Pasha Zogu |  |  | Mahmud Pasha Zogu |  |
|                                     |                                     | …                                                |                                          |  |  |       |  |  | Xhelal Pasha Zogu |  |  |                   |  |
| Xhemal Pasha Zogu                   |                                     |                                                  |                                          |  |  |       |  |  | Xhelal Pasha Zogu |  |  |                   |  |
|                                     |                                     | Ruhije Alltuni                                   | Kapllan Pasha                            |  |  |       |  |  |                   |  |  |                   |  |
|                                     |                                     | Ruhije Alltuni                                   | Kapllan Pasha                            |  |  |       |  |  |                   |  |  |                   |  |
|                                     |                                     | Ruhije Alltuni                                   | …                                        |  |  |       |  |  |                   |  |  |                   |  |
| Zog I d'Albania                     |                                     | Ruhije Alltuni                                   |                                          |  |  |       |  |  |                   |  |  |                   |  |
|                                     |                                     | Salah Bey Toptani                                | …                                        |  |  |       |  |  |                   |  |  |                   |  |
|                                     |                                     | Salah Bey Toptani                                | …                                        |  |  |       |  |  |                   |  |  |                   |  |
|                                     |                                     | Salah Bey Toptani                                | …                                        |  |  |       |  |  |                   |  |  |                   |  |
| Sadije Toptani                      |                                     | Salah Bey Toptani                                |                                          |  |  |       |  |  |                   |  |  |                   |  |
|                                     |                                     | Annije Hanem Toptani                             | …                                        |  |  |       |  |  |                   |  |  |                   |  |
|                                     |                                     | Annije Hanem Toptani                             | …                                        |  |  |       |  |  |                   |  |  |                   |  |
|                                     |                                     | Annije Hanem Toptani                             | …                                        |  |  |       |  |  |                   |  |  |                   |  |
| Leka Zogu d'Albania                 |                                     | Annije Hanem Toptani                             |                                          |  |  |       |  |  |                   |  |  |                   |  |
|                                     | Conte Lajos Apponyi de Nagy-Apponyi | Conte Gyula Apponyi de Nagy-Appony               |                                          |  |  |       |  |  |                   |  |  |                   |  |
|                                     | Conte Lajos Apponyi de Nagy-Apponyi | Conte Gyula Apponyi de Nagy-Appony               |                                          |  |  |       |  |  |                   |  |  |                   |  |
|                                     | Conte Lajos Apponyi de Nagy-Apponyi | Contessa Zsófia Sztáray de Nagy-Mihály et Sztára |                                          |  |  |       |  |  |                   |  |  |                   |  |
| Conte Gyula Apponyi de Nagy-Apponyi | Conte Lajos Apponyi de Nagy-Apponyi |                                                  |                                          |  |  |       |  |  |                   |  |  |                   |  |
|                                     |                                     | Contessa Margareta von Seherr-Thoß               | Conte Hermann von Scherr-Thoß            |  |  |       |  |  |                   |  |  |                   |  |
|                                     |                                     | Contessa Margareta von Seherr-Thoß               | Conte Hermann von Scherr-Thoß            |  |  |       |  |  |                   |  |  |                   |  |
|                                     |                                     | Contessa Margareta von Seherr-Thoß               | Contessa Olga von Gross-Zauche-Camminetz |  |  |       |  |  |                   |  |  |                   |  |
| Géraldine Apponyi de Nagyappony     |                                     | Contessa Margareta von Seherr-Thoß               |                                          |  |  |       |  |  |                   |  |  |                   |  |
|                                     |                                     | John Henry Stewart                               | David Stewart                            |  |  |       |  |  |                   |  |  |                   |  |
|                                     |                                     | John Henry Stewart                               | David Stewart                            |  |  |       |  |  |                   |  |  |                   |  |
|                                     |                                     | John Henry Stewart                               | Margaret Heighe                          |  |  |       |  |  |                   |  |  |                   |  |
| Gladys Virginia Stewart             |                                     | John Henry Stewart                               |                                          |  |  |       |  |  |                   |  |  |                   |  |
|                                     |                                     | Mary Virginia Ramsay Harding                     | Edward Learned Harding                   |  |  |       |  |  |                   |  |  |                   |  |
|                                     |                                     | Mary Virginia Ramsay Harding                     | Edward Learned Harding                   |  |  |       |  |  |                   |  |  |                   |  |
|                                     |                                     | Mary Virginia Ramsay Harding                     | Lucy Booker Ramsay                       |  |  |       |  |  |                   |  |  |                   |  |
|                                     |                                     | Mary Virginia Ramsay Harding                     |                                          |  |  |       |  |  |                   |  |  |                   |  |